# Série noire (série télévisée, 1984)
Pour les articles homonymes, voir Série noire (homonymie).
Série noire est une collection de 36 téléfilms d'anthologie franco-hongro-italo-luxembourgo-suisse de 90 minutes, créée par Pierre Grimblat, et diffusée entre le 28 janvier 1984 et le 28 août 1991 sur TF1.

## Synopsis
Cette série est une anthologie d'histoires policières adaptées de la célèbre collection Série noire.

## Distribution
Chaque épisode est introduit par Victor Lanoux, sur le modèle de la série Alfred Hitchcock Presents : sur fond de musique de saxophone, un détective privé (Victor Lanoux) arrive dans son bureau et s'adresse au spectateur (à la caméra) pour présenter les thèmes de l'épisode, voire l'auteur adapté. La séquence est introduite et conclue par un plan sur la couverture du roman adapté. Le détective est accompagné par une jeune femme blonde (Kathryn Walton-Ward) dans un rôle muet,.
Sans rôle régulier, cette série consomme de nombreux acteurs et actrices à chaque épisode (voir liste des épisodes).

## Épisodes
1. L'Ennemi public n° 2, réal. Édouard Niermans (1984)
2. Aveugle, que veux-tu ?, réal. Juan Luis Buñuel (1984)
3. Sa majesté le flic, réal. Jean-Pierre Decourt (1984)
4. J'ai bien l'honneur, réal. Jacques Rouffio (1984)
5. Cœur de hareng, réal. Paul Vecchiali (1984)
6. Un chien écrasé, réal. Daniel Duval (1984)
7. Noces de soufre, réal. Raymond Vouillamoz (1984)
8. Neige à Capri, réal. Gianluigi Calderone (1984)
9. Meurtres pour mémoire, réal. Laurent Heynemann (1985)
10. Pitié pour les rats, réal. Jacques Ertaud (1985)
11. Le Tueur du dimanche, réal. José Giovanni (1985)
12. Rhapsodie en jaune, réal. Gérard Marx (1985)
13. Pas de vieux os, réal. Gérard Mordillat (1985)
14. Pour venger pépère, réal. Joël Séria (1985)
15. La Lune d'Omaha, réal. Jean Marbœuf (1985)
16. Le Grand môme, réal. Jacques Ertaud (1985)
17. Adieu la vie, réal. Maurice Dugowson (1986)
18. Piège à flics, réal. Dominique Othenin-Girard (1986)
19. Le Salon du prêt-à-saigner, réal. Joël Séria (1986)
20. La Nuit du flingueur, réal. Pierre Grimblat (1986)
21. Grandeur et décadence d'un petit commerce de cinéma, réal. Jean-Luc Godard (1986)
22. 1996, réal. Marcel Bluwal (1987)
23. Le Cimetière des durs, réal. Yvan Butler (1987)
24. Ballon mort, réal. György Gát (1987)
25. Lorfou, réal. Daniel Duval (1987)
26. Mort aux ténors, réal. Serge Moati (1987)
27. Chantons en chœur, réal. Maurice Dugowson (1987)
28. Le Manteau de Saint Martin, réal. Gilles Béhat (1988)
29. La Louve, réal. José Giovanni (1988)
30. La Fée Carabine, réal. Yves Boisset (1988)
31. Cause à l'autre, réal. Carlo Lizzani (1988)
32. Le Funiculaire des anges, réal. Roger Gillioz (1988)
33. Main pleine, réal. Laurent Heynemann (1989)
34. Tu crois pas si bien dire, réal. Giovanni Fago (1989)
35. Noces de plomb, réal. Pierre Grimblat (1989)
36. Une gare en or massif, réal. Caroline Huppert (1989)